# Guilherme I de la Roche
Guilherme I de la Roche foi Duque de Atenas. Esteve à frente dos destinos do ducado de 1280 até 1287. Foi antecedido por João I de la Roche e Seguiu-se-lhe Guido II de la Roche.
Foi também o quarto senhor do Senhorio de Argos e Náuplia, estado cruzado, criado como feudo do Principado de Acaia. Foi antecedido por João I de la Roche e seguido no governo do senhorio por Guy II de la Roche.